# Great Wall Pao
La Great Wall Pao (in cinese :長城炮; pinyin: Cháng chéng pào), chiamata anche Poer, Cannon, P-Series o Ute in base ai diversi mercati in cui viene esportata, è una autovettura prodotta dal 2019 dalla casa automobilistica cinese Great Wall.

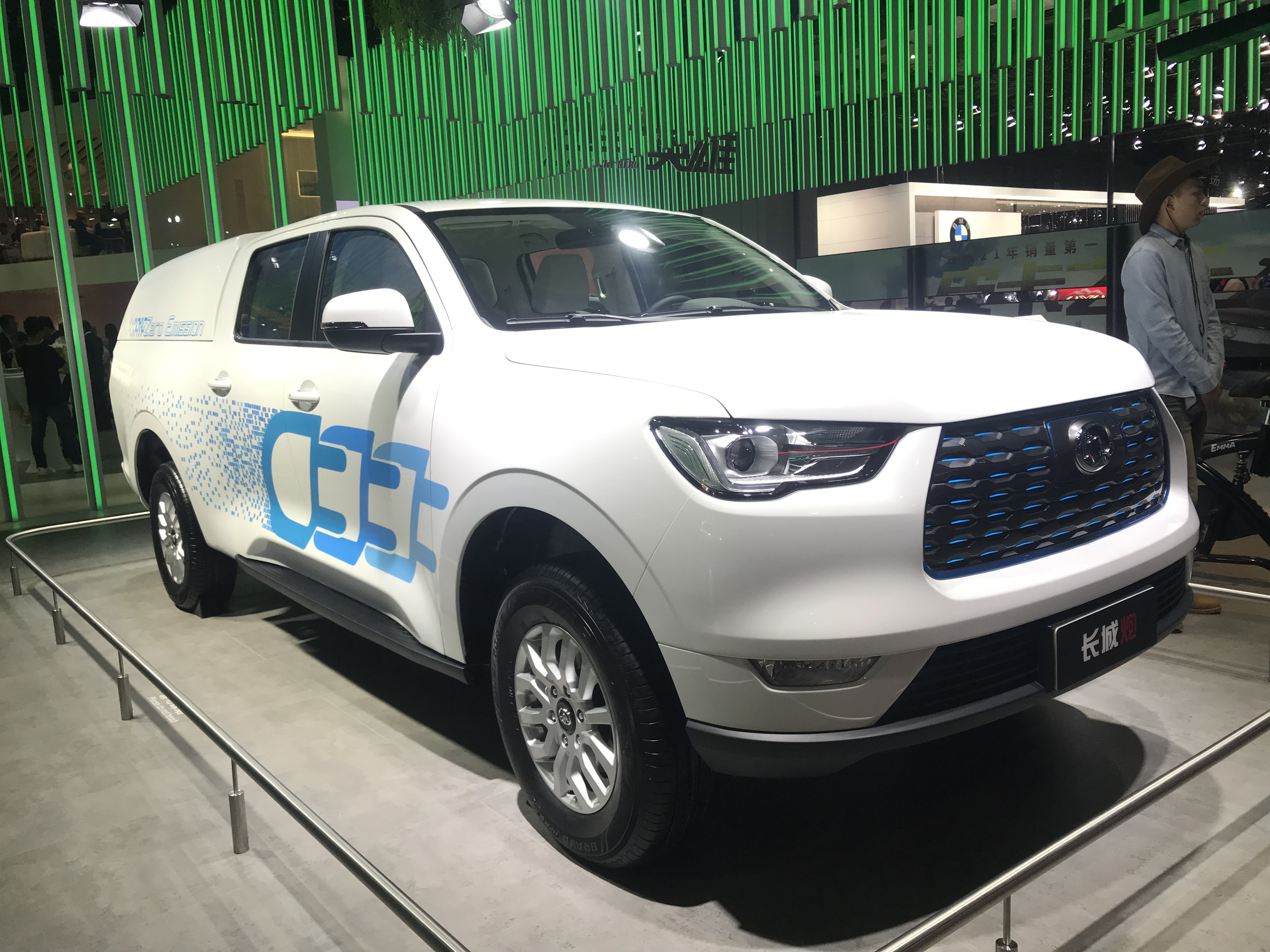
Pao EV

## Descrizione
La Pao ha debuttato il 16 aprile 2019 durante lo il salone di Shanghai. È disponibile in tre versioni differenti: un modello per trasporto passeggeri, un modello fuoristrada e un modello commerciale. Della  Pao è stata presentata anche una versione elettrica, disponibile solo dopo il lancio.
Il pick up Pao viene costruito sulla piattaforma P71 di Great Wall Motors, utilizzata anche per il SUV Haval H9. Ad alimentarla c'è un motore a benzina turbo a 4 cilindri da 2,0 litri denominato GW4C20B con una potenza massima di 197 CV. La trazione integrale è disponibile come optional, mentre la trasmissione è affidata ad un cambio automatico a 8 marce o ad un cambio manuale a 6 marce. Il cassone nella versione standard misura 1520 mm per 1520 mm per 538 mm.

## Altre versioni

### GWM Ute
Nell'ottobre 2020, la filiale GWM Australia ha annunciato che una versione della Pao denominata GWM Ute, versione destinata al mercato australiano e neozelandese in sostituzione della Great Wall Steed.

### GWM P-Series
Nell'ottobre 2020, la filiale Haval South Africa ha annunciato una versione della Pao chiamata GWM P-Series, destinata al mercato sudafricano in sostituzione della Great Wall Steed. In Sudafrica, la P-Series è venduta in tre versioni: cabina singola per uso commerciale, cabina doppia per uso commerciale e cabina doppia per trasporto passeggeri.

### Pao EV
Il 26 settembre 2020 la Great Wall Motor ha annunciato la versione elettrica della Pao dotata di un motore elettrico da 150 kW e 300 Nm. L'autonomia dichiarata secondo il costruttore era di circa 405 km.